# هانس دي كوستر
هانس دي كوستر هو مقاوم وسياسي هولندي، ولد في 5 نوفمبر 1914 في لايدن في هولندا، وتوفي في 24 نوفمبر 1992 في فاسينار في هولندا. نشط حزبياً في حزب الشعب من أجل الحرية والديمقراطية.

## مناصب
- انتخب رئيس الجمعية البرلمانية لمجلس أوروبا  [لغات أخرى]‏ لترشحه ضمن قائمة هولندا، (24 أبريل 1978 – 10 مايو 1981).
- انتخب ممثل الجمعية البرلمانية لمجلس أوروبا [الإنجليزية]‏ لترشحه ضمن قائمة هولندا، (23 يناير 1978 – 10 مايو 1981).
- انتخب نائب عن الجمعية البرلمانية لمجلس أوروبا  [لغات أخرى]‏ لترشحه ضمن قائمة هولندا، (24 سبتمبر 1974 – 13 أكتوبر 1977).
- انتخب ممثل الجمعية البرلمانية لمجلس أوروبا [الإنجليزية]‏ لترشحه ضمن قائمة هولندا، (24 أبريل 1967 – 28 أبريل 1967).
- انتخب رئيس برلمان دول البنلوكس (1975 – 1976).
- انتخب رئيس اتحاد الأعمال الأوروبي [الإنجليزية]‏ (1962 – 1967).
- انتخب وزير الدفاع  [لغات أخرى]‏ (1971 – 1973).
- انتخب عضو مجلس الشيوخ في هولندا ‏.
- انتخب عضو مجلس نواب هولندا  [لغات أخرى]‏.